# U-Bahn-Station Thaliastraße

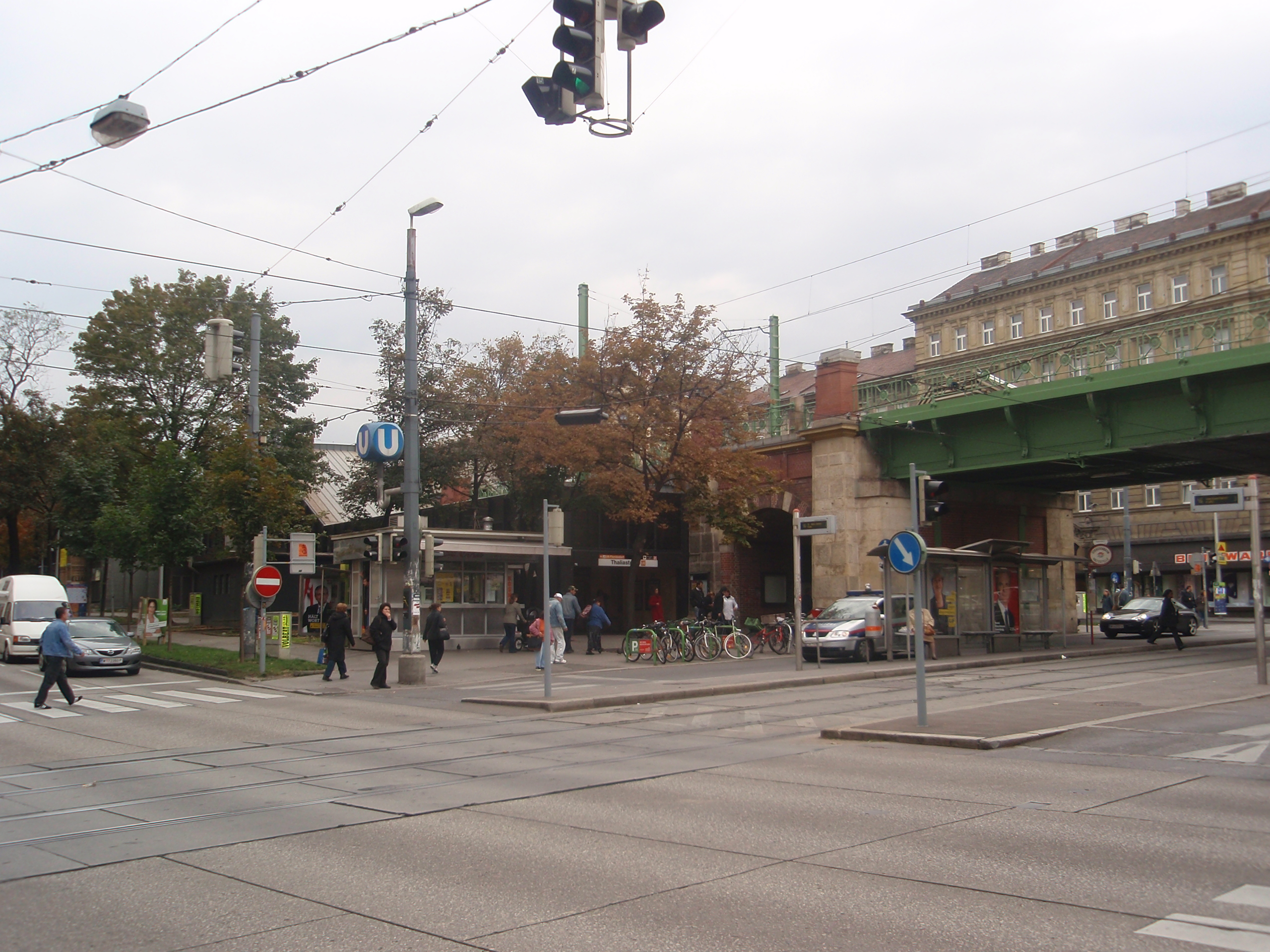
Station Thaliastraße

Die Station Thaliastraße, das betriebliche Kürzel lautet TH, ist eine oberirdische Station der Linie U6 der Wiener U-Bahn. Sie befindet sich auf dem Mittelstreifen des Lerchenfelder Gürtels zwischen dem 7. und dem 16. Wiener Gemeindebezirk. Namensgeber ist die Geschäftsstraße Thaliastraße, die 1894 nach dem ehemaligen Thaliatheater benannt wurde.
Die Station wurde ab 1977 an der Gürtellinie der Wiener Elektrischen Stadtbahn errichtet und am 27. September 1980 als völliger Neubau eröffnet, nachdem die 1898 eröffnete Wiener Dampfstadtbahn die Stelle noch ohne Halt passierte. Grund für die lange Bauzeit waren wirtschaftliche Schwierigkeiten des ursprünglich damit beauftragten Bauunternehmens. Ursprünglich wurde sie von den Stadtbahnlinien G und GD bedient, erst seit 7. Oktober 1989 verkehrt hier die U6.
Die Überdachungen der beiden Außenbahnsteige bestehen aus unverkleideten Betonträgern und Glasscheiben. Die Gestaltung des kleinen Aufnahmegebäudes am nördlichen Ausgang, das eine öffentliche Toilettenanlage beherbergt, nimmt mit ihren Sichtziegelverkleidungen Anteil an der Architektur Otto Wagners. Der Ausgang am nördlichen Ende führt mittels Rolltreppen außen an den historischen Stadtbahnbögen entlang zum Aufnahmegebäude. Hier besteht die Umstiegsmöglichkeit zur Straßenbahnlinie 46, die unter der U6-Brücke hält. Aufgrund des unterschiedlichen Geländeniveaus befindet sich am südlichen Ende der Bahnsteige einer der wenigen stufenlosen Eingänge des gesamten Wiener U-Bahn-Netzes. Hier erhält man auch Anschluss an den Autobus 48A in Richtung Baumgartner Höhe.
Ab Juni 2014 wurde die Station saniert, wobei die Bahnsteige, die Eingänge und die Tore erneuert wurden. Auch das alte Dach wurde durch ein neues ersetzt.